# Más vampiros en La Habana
¡Más vampiros en La Habana! es una película cubana de dibujos animados producida en 2003-2004 por el Instituto Cubano del Arte e Industria Cinematográficos con la colaboración de Iska S. L., Programa Ibermedia, TVE y Canal Plus. El guion y la dirección son de Juan Padrón con la asesoría dramatúrgica del escritor cubano Senel Paz (guionista de Fresa y chocolate). Este largometraje no era más que la continuación de una muy popular primera parte Vampiros en La Habana (2004).

## Trama
Pepín hijo de Pepe desarrolla una nueva bebida mágica más potente que el Vampisol (usado en Vampiros en La Habana) la cual llamó Vampiyaba. Mafiosos, vampiros y hasta un comando nazi arriban a Cuba en busca de esta nueva bebida y su creador. Así Pepe tiene que salvar a su hijo, a su matrimonio del fracaso y a su club de la ruina. Cuando ya todo parecía estar perdido regresa Von Drácula de su ultratumba y restable el nuevo orden varpírico mundial

## Personajes

### Von Drácula
Inventor del Vampisol y tío abuelo de Pepín. Muere en Vampiros de La Habana en una guerra entre la Capa Nostra de Chicago y el Grupo Vampiro Europeo.En esta segunda parte sus restos son rescatados del fuego, pero solo es devuelto en condición de fantasma. Fue el más exótico de la serie.

### Joseph Amadeus Von Drácula (Pepe)
Vampiro desde niño que se crio al sol gracias al Vampisol creado por su tío. Dueño del club nocturno Pepito's. Formó una familia con Lola y tuvo un hijo llamado Pepín

### Pepin
Hijo de Pepe y Lola. Aficionado de los experimentos químicos como su tío abuelo. Creador de una nueva bebida para los vampiros el Vampiyaba.

### Lola
Esposa de Pepe y madre de Pepín. Administradora del club nocturno Pepito's

### Negro y Jefe
Amigos de Pepe que luchan contra la corrupción del gobierno neocolonial de la época

### Fieldmarshal Booman
Primo de Von Drácula pero al servicio de Adolf Hitler. Experimenta usando el Vampisol en los humanos para convertirlos en criaturas especiales para el sabotaje y el espionaje.

### Nikita Felipitovich Petrov
Agente secreto de la Unión Soviética .Muy cercano a Iósif Stalin. Es enviado a La Habana para averiguar el uso que le han dado los nazis al Vampisol.

### Científico Gallego
Agente del generalísimo Franco que trabaja para el III Reich. Ayudante de Booman.

### Baby
Agente secreto nazi que trabaja en el Pepito's. Termina traicionando a los nazis porque se enamora de Petrov.

### Folkwagen
Criatura nazi especial para sabotajes y espionaje.

### Johny Terrory y Little Smiley
Miembros de la Capa Nostra de Chicago, cuyo Jefe es el temido Al Tapone y que tenía el negocio de playas artificiales y subterráneas para vampiros. Vieron amenazado su negocio por el Vampisol, que daría la oportunidad a los vampiros de ir a las playas verdaderas. Ahora persiguen el Vampiyaba creado por Pepin

### Rey del mundo
Personaje popular de las calles de La Habana.